# Eremospatha cabrae
Eremospatha cabrae là loài thực vật có hoa thuộc họ Arecaceae. Loài này được (De Wild. & T.Durand) De Wild. mô tả khoa học đầu tiên năm 1903.